# 小博伊特爾湖
53°6′41″N 13°23′25″E / 53.11139°N 13.39028°E
小博伊特爾湖（德語：Kleiner Beutelsee），是德國的湖泊，位於該國西南部，由勃蘭登堡州負責管轄，處於烏克馬克縣，長0.7公里、寬0.2公里，面積0.07平方公里，海拔高度48米，最大水深1米。